# Еникьой (вилает Родосто)
 За други села с това име вижте Еникьой.  
Ени кьой (на турски: Pınarca, Пънарджа) е село във вилает Родосто, Община Черкез кьой (Çerkezköy).

## География
Намира се 5 километра сесероизточно от общинския център, в близост до границата с Вилает Истанбул недалеч от Чорлу.

## История
Старият център на селото е голямата чешма – Коджа чешма. В своите изследвания професор Любомир Милетич описва този район с компактно българско население в Одринска Тракия недалеч от Чорлу. След 1878 г. са заселени и мюсюлмани бежанци от Габрово и Севлиево.
През Балканските войни 1912-1913 г. тук за близо година е установена българска власт.
При избухването на Балканската война в 1912 година един човек от Иени кьой е доброволец в Македоно-одринското опълчение.
През юли 1913 година през Междусъюзническата война турски части нахлуват в областта и българското население на Еникьой бяга в България. По Цариградския мирен договор след Междусъюзническата война областта остава в Османската империя. С приключването на Първата световна война по Севърския договор в 1919 г. цяла Източна Тракия е дадена на Гърция, но в Гръцко-турската война гърците са разбити и турската власт е възстановена.

## Личности
Родени в Еникьой
- Стоян Иванов, македоно-одрински опълченец, 1 рота на 5 одринска дружина[4]

Починали в Еникьой
- Васил Йорданов Кулаксъзов, български военен деец, подпоручик, загинал през Балканската война на 5 ноември 1912 година[5]
- Димитър Пирузев (? - 1912), български военен деец